# Alejandro Carlos Vasa
Alejandro Carlos Vasa (Varsovia, 4 de noviembre de 1614 - Leópolis, 19 de noviembre de 1634), (en polaco: Aleksander Karol Waza). Príncipe polaco, fue el quinto hijo del monarca sueco-polaco Segismundo III Vasa y de su segunda esposa, la Archiduquesa austriaca Constanza de Habsburgo, hija del Archiduque Carlos II de Estiria y de María Ana de Baviera y nieta del Emperador Fernando I.
Durante la elección de 1632, apoyó a su hermano Vladislao IV Vasa. Después realizó un viaje a Italia y Alemania en 1634, con el fin de levantar un movimiento para la guerra contra el Imperio otomano pero le tuvieron poca atención debido a los acontecimientos que sucedían en esos países. Murió sin descendencia en Leópolis o bien en su residencia de Wielkie en Varsovia el 19 de noviembre de 1634.
- Datos: Q2617314
- Multimedia: Alexander Charles Vasa / Q2617314